# Commissione Kefauver

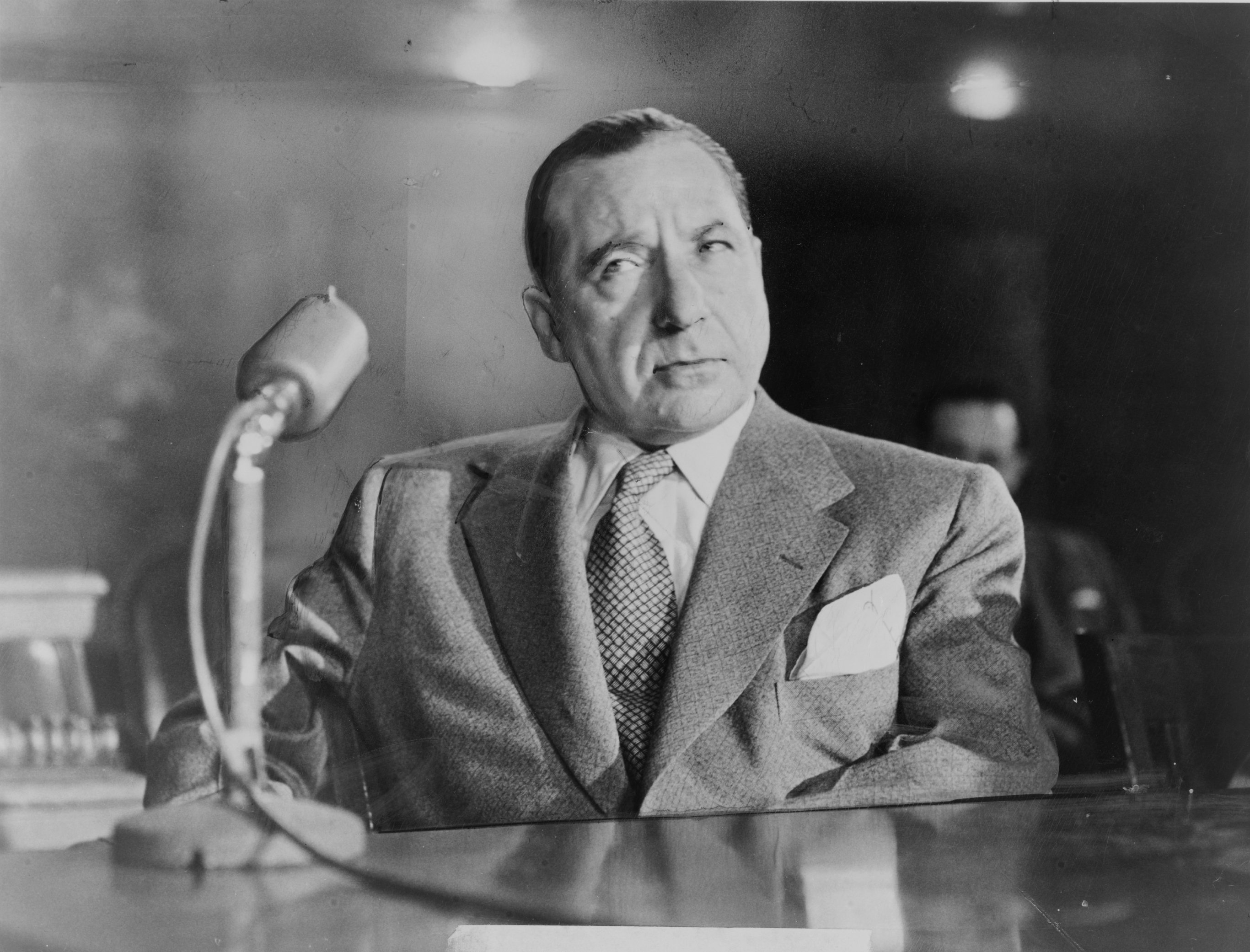
Il mafioso Frank Costello di fronte alla Commissione Kefauver

La Commissione Kefauver, abbreviazione di Commissione speciale del Senato per indagare sui crimini nel commercio interstatale (Senate Special Committee to Investigate Crime in Interstate Commerce) è stato un comitato speciale del Senato degli Stati Uniti d'America attivo tra il 1950 e il 1951, incaricato di indagare sul crimine organizzato che operava attraversando i confini statali. Divenne noto al grande pubblico come Commissione Kefauver, dal nome del suo presidente, il senatore Estes Kefauver. Le udienze trasmesse in televisione catturarono l’attenzione nazionale e resero Kefauver una figura molto conosciuta. Grazie a questa notorietà, tentò senza successo la candidatura alla presidenza nel 1952 e fu scelto come candidato vicepresidente per il Partito Democratico nel 1956.
È stata proprio la Commissione Kefauver a introdurre al pubblico statunitense il termine italiano padrino o capo di tutti i capi, riferito al vertice della gerarchia mafiosa.

## Genesi
Il crimine organizzato fu al centro di numerosi articoli pubblicati nel 1949 da importanti giornali e riviste statunitensi. Parallelamente, diverse "commissioni contro il crimine" istituite a livello locale in grandi città e stati federali avevano già messo in luce una profonda corruzione del sistema politico, alimentata dalle organizzazioni criminali. Di fronte a questo scenario preoccupante, molte amministrazioni locali chiesero l’intervento del governo federale. Tuttavia, all’epoca, la legislazione federale offriva pochi strumenti concreti per contrastare efficacemente il crimine organizzato. Una delle maggiori preoccupazioni riguardava l’infiltrazione del crimine organizzato nel commercio interstatale, che minacciava di compromettere l’intera economia americana attraverso attività come il racket sindacale.
Il 5 gennaio 1950, il senatore democratico del Tennessee Estes Kefauver presentò una risoluzione per permettere alla Commissione Giustizia del Senato di avviare un'indagine sul ruolo del crimine organizzato nel commercio interstatale. Tuttavia, la Commissione del Commercio Interstatale e Estero del Senato rivendicò la propria competenza sull’argomento, dando vita a un conflitto tra le due commissioni. Alla fine fu trovata un compromesso: si istituì un comitato speciale composto da cinque senatori, scelti tra i membri delle due commissioni coinvolte. Il dibattito sul compromesso fu fortemente segnato da divisioni partitiche. La votazione fu talmente serrata che si rese necessario l’intervento del vicepresidente Alben W. Barkley, che in qualità di presidente del Senato degli Stati Uniti espresse il voto decisivo. Fu così che, il 3 maggio 1950, nacque ufficialmente la Commissione speciale del Senato per indagare sui crimini nel commercio interstatale (Senate Special Committee to Investigate Crime in Interstate Commerce).

## Storia e attività
In qualità di presidente del Senato, Alben W. Barkley ebbe il compito di nominare i membri del comitato speciale. Ne fecero parte: Estes Kefauver, Herbert O'Conor (Maryland), Lester C. Hunt (Wyoming), Alexander Wiley (Wisconsin) e Charles W. Tobey (New Hampshire).
La Commissione Kefauver tenne udienze in 14 delle principali città degli Stati Uniti, ascoltando oltre 600 testimoni. Molte di queste udienze furono trasmesse in diretta televisiva nazionale, offrendo per la prima volta a milioni di americani uno sguardo diretto sull’influenza del crimine organizzato nel Paese. Tra le figure più famose chiamate a testimoniare ci furono noti mafiosi e gangster come Tony "Joe Batters" Accardo, Louis "Little New York" Campagna, Mickey Cohen, Willie Moretti, Frank Costello, Jake "Greasy Thumb" Guzik, Meyer Lansky, Paul "The Waiter" Ricca, oltre a Virginia Hill (messaggera per Joe Adonis e fidanzata di Bugsy Siegel) e quattro ex agenti di polizia di Atlantic City legati al boss irlandese Enoch "Nucky" Johnson.
Le udienze portarono Kefauver a diventare una figura di rilievo a livello nazionale. Grazie alla notorietà acquisita, si candidò alla presidenza nel 1952 e di nuovo nel 1956 (senza successo), ma ottenne la nomina a vicepresidente per il Partito Democratico nel 1956.
Uno degli obiettivi della commissione era dimostrare l'esistenza di un'organizzazione mafiosa centralizzata, di matrice italiana, fondata su legami familiari forti e responsabile del controllo del crimine organizzato negli Stati Uniti. Tuttavia, tale teoria non trovò conferma. Al contrario, la commissione scoprì prove diffuse che indicavano come il crimine organizzato fosse gestito da individui di ogni nazionalità, etnia e religione, attraverso reti locali, spesso poco strutturate e senza un'unica regia centrale. Il rapporto finale della Commissione, pubblicato il 17 aprile 1951, conteneva 22 raccomandazioni rivolte al governo federale e 7 alle autorità statali e locali. Tra le principali proposte: la creazione di una "squadra anti-racket" all’interno del Dipartimento di Giustizia; l’istituzione di una Commissione permanente sul crimine a livello federale; l’ampliamento delle competenze della Commissione Giustizia del Senato per includere anche il crimine organizzato interstatale; studi federali sulla sociologia del crimine; il divieto delle scommesse tramite radio, televisione, telegrafo e telefono; la creazione di commissioni sul crimine a livello statale e locale; e un’inchiesta del Dipartimento di Giustizia su 33 individui sospettati di essere leader del crimine organizzato.
Il lavoro della Commissione produsse conseguenze importanti. Una delle più significative fu la clamorosa ammissione di J. Edgar Hoover, direttore dell’FBI, che riconobbe per la prima volta l’esistenza di un sindacato del crimine organizzato a livello nazionale e ammise che l’FBI fino ad allora non aveva fatto abbastanza per contrastarlo. Nei successivi anni, numerose proposte di legge e referendum statali per legalizzare il gioco d’azzardo furono bocciati, in parte grazie alle rivelazioni sul coinvolgimento della criminalità nel settore. Inoltre, furono istituite oltre 70 commissioni contro il crimine a livello locale e statale, ispirate al lavoro della Commissione Kefauver.
Fu anche la prima volta che si propose di usare il diritto civile come strumento per combattere il crimine organizzato. Questo orientamento portò, nel 1970, all’approvazione da parte del Congresso del Racketeer Influenced and Corrupt Organizations Act (RICO), una legge nata direttamente dalle raccomandazioni della Commissione.

## Leadership
Il senatore Estes Kefauver fu il primo presidente della Commissione. Rimase in carica fino al 30 aprile 1951, data in cui lasciò la guida del comitato. A succedergli fu il senatore Herbert O'Conor, che ricoprì il ruolo di presidente fino allo scioglimento ufficiale della Commissione, avvenuto il 1º settembre 1951.

## Nella cultura popolare
La trasmissione televisiva delle udienze della Commissione suscitò un enorme interesse pubblico e contribuì a sensibilizzare un vasto pubblico sui temi della corruzione municipale e del crimine organizzato. Si stima che, nel marzo del 1951, circa 30 milioni di americani seguirono in diretta le sedute, e all’epoca il 72% della popolazione dichiarava di essere a conoscenza dei lavori della Commissione.
Il grande successo delle trasmissioni portò alla nascita di un vero e proprio filone cinematografico di film exposé, incentrati sullo smantellamento da parte delle forze dell’ordine di complesse organizzazioni criminali. Il primo di questi fu La città prigioniera (1952), realizzato con l’approvazione dello stesso senatore Kefauver. Il regista, Robert Wise, portò una copia del film a Washington per mostrarla al senatore, il quale non solo diede la sua benedizione al progetto, ma partecipò personalmente alle riprese apparendo nel prologo e nell’epilogo. Tra gli altri film significativi ispirati alle udienze della Commissione si possono citare L'impero dei gangster (1952) e Furore sulla città (1952). Il rapporto finale della Commissione ispirò anche il romanzo con protagonista James Bond Una cascata di diamanti (1956), scritto da Ian Fleming.
Una versione romanzata delle udienze del Senato occupa un ruolo centrale anche nel film Il Padrino - Parte II (1974), in cui si assiste alla testimonianza davanti al comitato del protagonista Michael Corleone, ormai a capo della sua famiglia mafiosa, e del suo caporegime Frank Pentangeli, ormai in conflitto con lui.